# Sanjay Gadhvi
Sanjay Gadhvi, né le 22 novembre 1966 à Bombay (Inde), où il est mort le 19 novembre 2023, est un réalisateur et scénariste indien de Bollywood.

## Biographie

### Débuts
Sanjay Gadhvi est né à Bombay le 22 novembre 1966.

### Carrière
Sanjay Gadhvi est un réalisateur de Bollywood. Il débute comme tel en 2000, avec Tere Liye. Il est aussi le réalisateur des deux premiers opus de la franchise Dhoom (2004 et 2006), qui sont des succès commerciaux.

### Mort
D’après sa fille, Sanjay Gadhvi meurt à Mumbai (Lokhandwala) pendant le trajet vers l’hôpital Kokilaben Ambani, d’une crise cardiaque, après sa promenade matinale, alors qu’il paraissait en parfaite santé. Il est mort trois jours avant son 57e anniversaire.

## Filmographie
- 2000 : Tere Liye - réalisateur
- 2002 : Mere Yaar Ki Shaadi Hai (en), avec Uday Chopra, Sanjana, Jimmy Shergill et Bipasha Basu - réalisateur et scénariste
- 2004 : Dhoom, avec Abhishek Bachchan, Uday Chopra, John Abraham et Esha Deol - réalisateur
- 2006 : Dhoom 2, avec Abhishek Bachchan, Uday Chopra, Hrithik Roshan, Aishwarya Rai et Bipasha Basu - réalisateur